# Stadion Miejski w Ivanjicy
Stadion Miejski (serb. Градски стадион, Gradski stadion) − stadion piłkarski mieszczący się w Ivanjicy, na którym domowe mecze rozgrywa miejscowy klub Javor. Pojemność stadionu wynosi 4 000 miejsc.